# Volker Bouffier
Volker Bouffier (Gießen, Alemania, 18 de diciembre de 1951) es un político alemán del CDU y ministro presidente de Hesse entre 2010 y 2022. Desde el 1 de noviembre de 2014 hasta el 31 de octubre de 2015 ejerció la presidencia del Bundesrat de Alemania. Posteriormente fungió como Primer Vicepresidente del Bundesrat.